# Instituto Costarricense del Deporte y la Recreación
El Instituto Costarricense del Deporte y la Recreación (ICODER) es la institución autónoma del gobierno de Costa Rica encargada de velar por la promoción, apoyo y estímulo de la práctica individual y colectiva del deporte y la recreación. El instituto se compone por el Congreso Nacional del Deporte y la Recreación, el Consejo Nacional del Deporte y la Recreación y por una Dirección Nacional. Es el responsable de la organización y desarrollo de los Juegos Deportivos Nacionales.

## Historia
Uno de los primeros avances durante la Segunda República en materia de deporte y recreación fue la promulgación de la Ley n.° 3 656, Ley Orgánica de la Dirección General de Educación Física y Deportes, el 6 de enero de 1966, que crea la Dirección General de Educación Física y Deportes, una entidad adscrita al Ministerio de Educación Pública (MEP) entonces encargada de velar por la atención y vigilancia de la educación física y deportes de los jóvenes estudiantes del país.
Durante la administración de José María Figueres Olsen surgió la necesidad de crear una institución semiautónoma del Estado encargada de ejercer políticas públicas nacionales a favor del deporte y la recreación, ya que, anteriormente, la política pública con respecto a este campo se encontraba en manos de diferentes asociaciones y comités comunales, municipalidades y otras organizaciones locales. Para ello, la Asamblea Legislativa de Costa Rica decreta, el 30 de abril de 1998, la Ley n.° 7 800, Ley de Creación del Instituto Costarricense del Deporte y la Recreación y del régimen jurídico de la educación física, el deporte y la recreación, que crea el Instituto Costarricense del Deporte y la Recreación (ICODER).
Posteriormente, la Asamblea Legislativa promulga, también el 30 de abril de 1998, el actual Código Municipal de Costa Rica, que incluye un apartado destinado a la creación de los Comités Cantonales de Deportes y Recreación (CCDR), comités adscritos a las municipalidades de cada cantón encargados de ejecutar planes, proyectos y programas deportivos y recreativos cantonales. Este apartado es reformado por la Ley n.° 8 678 del 18 de noviembre de 2008, la cual actualiza ciertas funciones de los comités.
En 2002, el Instituto Costarricense del Deporte y la Recreación asumió la organización de los Juegos Deportivos Nacionales, realizados cada año entre los cantones del país y que anteriormente se encontraban bajo la dirección de los comités locales de deporte del cantón que alojaran el evento.
El 31 de enero de 2007, se excluye de la estructura del Ministerio de Cultura, Juventud y Deportes (MCJD) la cartera de deportes, que pasa a manos del ICODER, modificando de esta forma el nombre del ministerio al de Ministerio de Cultura y Juventud (MCJ). Posteriormente, el Instituto asumió en 2011 la administración del recientemente entonces construido Estadio Nacional de Costa Rica, lugar donde además tiene su sede.

## Funciones
De acuerdo con su ley orgánica, el Instituto Costarricense del Deporte y la Recreación tiene, entre algunas de sus funciones, las siguientes:
- Estimular el desarrollo integral de todos los sectores de la población, por medio del deporte y la recreación.
- Fomentar e incentivar el deporte a nivel nacional y su proyección internacional.
- Contribuir con el desarrollo de disciplinas de alto rendimiento, tanto convencional como adaptado para las personas con discapacidad.
- Garantizar el acceso y el uso en igualdad de condiciones de las personas a las instalaciones públicas deportivas y recreativas.
- Reconocer, apoyar y estimular las acciones de organización y promoción del deporte y la recreación.
- Desarrollar un plan de infraestructura deportiva y recreativa, que cumpla con criterios de diseño universal y accesibilidad para todas las personas.
- Velar por que en la práctica del deporte se observen obligatoriamente las reglas y recomendaciones dictadas por las ciencias del deporte y la técnica médica, como garantía de la integridad de la salud de la persona deportista.
- Garantizar la práctica del deporte y la recreación a las personas con discapacidad y su proyección internacional.
- Velar por que los programas y calendarios nacionales de competición de los deportes y las actividades deportivas.
- Velar por que, en los deportes de alto rendimiento y competición, los clubes o las agrupaciones deportivas incluyan la promoción de ligas menores, prospectos o pioneras.
- Fomentar la salud integral de la población, promoviendo la actividad física, la recreación y el deporte.
- Promover y velar por que las empresas y los centros de trabajo reconozcan el valor de la práctica del deporte y las actividades recreativas.
- Fiscalizar el uso de los fondos públicos que se inviertan en el deporte y la recreación.
- Promover la inclusión de programas para personas con discapacidad.
- Recomendar al Consejo Nacional las políticas globales de los planes y proyectos del Instituto.
- Recomendar los proyectos de inversión y los presupuestos anuales de carácter global, que serán ejecutados por el Consejo Nacional para el ejercicio siguiente.
- Conocer del informe anual de labores del Instituto y de la liquidación presupuestaria del ejercicio anterior, con corte al 30 de junio.
- Conocer del plan general del Instituto y los objetivos por alcanzar en el ejercicio anual siguiente.

### Consejo Nacional del Deporte y la Recreación
El Consejo Nacional del Deporte y la Recreación se encarga de ejecutar las políticas, planes y programas necesarios para cumplir los fines del Instituto, dentro de las atribuciones que le competen. 

## Estructura
El Instituto Costarricense del Deporte y la Recreación es presidido por un ministro nombrado por el Consejo de Gobierno, quien a su vez asume la presidencia del Consejo Nacional del Deporte y la Recreación, un comité integrado por nueve personas de diferentes instancias públicas ligadas al deporte, recreación, educación y a la salud, que se encarga de ejecutar las políticas, planes y programas necesarios para cumplir con los fines del Instituto. Paralelamente, el Instituto se conforma también por una Dirección Nacional con fines de administración.
La institución se estructura en las siguientes direcciones, departamentos y dependencias:

### Direcciones
- El Consejo Nacional del Deporte y la Recreación
  -     - La Dirección Nacional del Deporte y la Recreación
      - Departamento de Planificación Institucional
      - Departamento de Gestión de Proyectos
      - Departamento de Prensa y Relaciones Públicas
      - Departamento de Asesoría Jurídica

  - La Dirección de Deporte
    - Departamento de Rendimiento Deportivo
    - Departamento de Competición Deportiva

  - La Dirección de Gestión de Instalaciones Deportivas y Recreativas
    - Departamento de Administración de Instalaciones Deportivas
    - Departamento de Obras

  - La Dirección de Promoción Recreativa
    - Oficinas Regionales del Deporte y la Recreación

  - La Dirección Administrativa Financiera
    - Departamento Administrativo
    - Departamento Financiero

### Organismos desconcentrados
- Tribunal Administrativo de Conflictos Deportivos (TRIACODE)

## Titulares

### Presidentes del Consejo Nacional del Deporte y la Recreación
| Nombre                       | Período en el cargo    | Período en el cargo    | Partido Político | Administración                    |  |
| Nombre                       | Inicio                 | Final                  | Partido Político | Administración                    |  |
| ---------------------------- | ---------------------- | ---------------------- | ---------------- | --------------------------------- |  |
| Astrid Fischel Volio         | 11 de junio de 1998    | 1998                   | PUSC             | Miguel Ángel Rodríguez Echeverría |  |
| Ana Mercedes Brealey Jiménez | 1998                   | 5 de noviembre de 1999 | PUSC             | Miguel Ángel Rodríguez Echeverría |  |
| Patricia Carreras Jacob      | 5 de noviembre de 1999 | 8 de mayo de 2002      | PUSC             | Miguel Ángel Rodríguez Echeverría |  |
| Hernán Solano Venegas        | 8 de mayo de 2002      | 8 de mayo de 2006      | PUSC             | Abel Pacheco de la Espriella      |  |
| Osvaldo Pandolfo Rímolo      | 8 de mayo de 2006      | 2007                   | PLN              | Óscar Arias Sánchez               |  |
| Giselle Goyenaga Calvo       | 2007                   | 8 de mayo de 2010      | PLN              | Óscar Arias Sánchez               |  |
| Giselle Goyenaga Calvo       | 8 de mayo de 2010      | 8 de febrero de 2011   | PLN              | Laura Chinchilla Miranda          |  |
| Carlos Benavides Jiménez     | 8 de febrero de 2011   | 13 de mayo de 2011     | PLN              | Laura Chinchilla Miranda          |  |
| William Todd Mc Sam          | 13 de mayo de 2011     | 10 de enero de 2012    | PLN              | Laura Chinchilla Miranda          |  |
| William Corrales Araya       | 17 de julio de 2012    | 8 de mayo de 2014      | PLN              | Laura Chinchilla Miranda          |  |
| Carolina Mauri Carabaguíaz   | 8 de mayo de 2014      | 8 de mayo de 2018      | PAC              | Luis Guillermo Solís Rivera       |  |
| Hernán Solano Venegas        | 8 de mayo de 2018      | 5 de febrero de 2021   | PAC              | Carlos Alvarado Quesada           |  |
| Karla Alemán Cortés          | 18 de febrero de 2021  |                        | PAC              | Carlos Alvarado Quesada           |  |

### Directores Nacionales
| Nombre                      | Período en el cargo | Período en el cargo | Partido Político | Administración                    |  |
| Nombre                      | Inicio              | Final               | Partido Político | Administración                    |  |
| --------------------------- | ------------------- | ------------------- | ---------------- | --------------------------------- |  |
| Delia Villalobos Álvarez    | 8 de mayo de 1998   | 5 de abril de 2006  | PUSC             | Miguel Ángel Rodríguez Echeverría |  |
| Pedro Ureña Bonilla         | 5 de abril de 2006  | 8 de mayo de 2006   | PUSC             | Abel Pacheco de la Espriella      |  |
| Pedro Ureña Bonilla         | 8 de mayo de 2006   | 31 de marzo de 2007 | PLN              | Óscar Arias Sánchez               |  |
| Jorge Muñoz Guillén         | 31 de marzo de 2007 | 12 de mayo de 2010  | PLN              | Óscar Arias Sánchez               |  |
| Austin Berry Moya           | 12 de mayo de 2010  | 27 de mayo de 2010  | PLN              | Óscar Arias Sánchez               |  |
| Luis Eduardo Peraza Murillo | 27 de mayo de 2010  | 12 de enero de 2012 | PLN              | Laura Chinchilla Miranda          |  |
| Alba Quesada Rodríguez      | 16 de enero de 2012 | 8 de mayo de 2014   | PLN              | Laura Chinchilla Miranda          |  |
| Alba Quesada Rodríguez      | 8 de mayo de 2014   | 8 de mayo de 2018   | PAC              | Luis Guillermo Solís Rivera       |  |
| Alba Quesada Rodríguez      | 8 de mayo de 2018   | En la actualidad    | PAC              | Carlos Alvarado Quesada           |  |